# Platysosibia soluta
Platysosibia soluta är en insektsart som beskrevs av Ludwig Redtenbacher 1908. Platysosibia soluta ingår i släktet Platysosibia och familjen Diapheromeridae. Inga underarter finns listade i Catalogue of Life.